# Pontische bosmuis
De Pontische bosmuis (Apodemus ponticus) is een knaagdier uit het geslacht bosmuizen (Apodemus) dat voorkomt in de Caucasus, van de Zee van Azov in Zuid-Rusland tot Georgië en Azerbeidzjan. Deze soort wordt soms tot de geelhalsbosmuis (A. flavicollis) gerekend, maar is een aparte soort. De Pontische bosmuis verschilt van andere soorten in morfologische, genetische, biochemische en karyologische kenmerken. Voor deze soort is ook de naam fulvipectus gebruikt, die in feite een synoniem van de Perzische bosmuis (A. witherbyi) is.